# آگارنا
آگارنا (به لاتین: Ašarėna) یک رود در لیتوانی است که در Kėdainiai District Municipality واقع شده‌است.